# (44001) Jonquet
(44001) Jonquet est un astéroïde de la ceinture principale.

## Description
(44001) Jonquet est un astéroïde de la ceinture principale. Il fut découvert en Lozère en région Languedoc-Roussillon le 6 septembre 1997 à Pises. Il présente une orbite caractérisée par un demi-grand axe de 3,08 UA, une excentricité de 0,154 et une inclinaison de 4,75° par rapport à l'écliptique.
Il fut nommé en l'honneur de Pierre Jonquet, astronome français qui observa des occultations pendant 20 ans, membre fondateur de la Société astronomique de Montpellier.

## Compléments